# Goran Bregović
Goran Bregović (Sarajevo, 22 marzo 1950) è un musicista e compositore bosniaco.

## Biografia

### Infanzia ed esordi
È nato a Sarajevo da madre serba e padre croato, membro dell'Armata Popolare Jugoslava. Dopo il divorzio dei genitori, visse assieme alla madre nella zona a predominanza musulmana di Sarajevo, entrando in questo modo a contatto con tutte e tre le culture, nazionalità e religioni che formavano (e formano) la Bosnia ed Erzegovina.
Iniziò a studiare il violino presso una scuola musicale della sua città, ma ne fu in seguito espulso per mancanza di talento. La madre di Bregović decise allora di regalare al figlio una chitarra. In seguito, Bregović stava per essere iscritto alla scuola delle belle arti di Sarajevo, ma rinunciò a causa dell'opposizione dello zio, che considerava la scuola "piena di omosessuali". Si iscrisse così ad un istituto tecnico e come premio la madre gli permise di tenere i capelli lunghi. In questo periodo si unì alla band scolastica Izohipse, nella quale suonava il basso.
Dopo poco tempo venne cacciato anche da questa scuola a causa del suo cattivo comportamento (sembra che avesse causato un incidente con una Mercedes di proprietà dell'istituto). Si iscrisse così ad un liceo cittadino, entrando a far parte come bassista del gruppo Beštije. Raggiunta l'età di sedici anni, la madre gli permise di andare al mare da solo, dove si mantenne suonando musica folk in un bar di Konjic, lavorando nell'edilizia e distribuendo quotidiani.
Ad un concerto dei Beštije venne notato da Željko Bebek, che lo invitò a suonare il basso nel suo gruppo Kodeksi. Nell'estate del 1969 il gruppo lavorò in un famoso hotel di Ragusa/Dubrovnik, intrattenendo i numerosi turisti presenti sulla costa dalmata. Nel 1969 Kodeksi era formato dai seguenti componenti: Goran Bregović, Željko Bebek, Ismeta Dervoz, Eduard Bogeljic e Luciano Paganotto. Concluso questo periodo, vennero invitati a suonare in un night club di Napoli "Lo Schiribizzo". Bebek e Bregović accettarono l'invito, ma persero in seguito l'impiego a causa del cambio che imposero al loro repertorio musicale, meno folk e più moderno, non gradito al padrone del locale. Decisero comunque di rimanere a Napoli, dove continuarono a suonare la musica che preferivano. Nei mesi successivi il gruppo Kodeksi subì dei cambiamenti, e Bregović passò a suonare non più il basso ma la chitarra, con l'inserimento del bassista napoletano Fernando Savino, facendo serate in locali di Napoli e di Ischia dove hanno fatto spalla al famoso gruppo italiano dei Pooh.
Nel 1970 Kodeksi era formato dai seguenti componenti: Goran Bregović, Željko Bebek, Zoran Redžić e Milić Vukašinović; tutti in seguito faranno parte dei Bijelo Dugme. In quegli anni il gruppo era fortemente influenzato, soprattutto per opera di Vukašinović, dalla musica dei Led Zeppelin e dei Black Sabbath.
Verso la fine del 1971 il cantante Željko Bebek lasciò il gruppo. Nello stesso periodo arrivarono a Napoli la madre e il fratello di Bregović, con l'obiettivo di far tornare la band a Sarajevo.
Nell'autunno del 1971 Bregović si iscrisse all'università, decidendo di studiare filosofia e sociologia, studi che però abbandonò presto. Nel frattempo Milić Vukašinović era partito per Londra; Bregović e Redžić iniziarono a suonare in un altro gruppo, Jutro (Mattina). Jutro in seguito subì alcuni cambiamenti e dal 1º gennaio 1974 cambiò il nome in Bijelo Dugme.

### Bijelo Dugme
Il gruppo rock Bijelo Dugme (Bottone bianco) divenne indiscutibilmente il gruppo più famoso nella Jugoslavia degli anni settanta e ottanta.

### Bregović compositore
Dopo lo scioglimento del gruppo (1989) Bregović divenne internazionalmente famoso per la composizione delle colonne sonore di numerosi film. Il suo primo progetto fu Il tempo dei gitani di Emir Kusturica (1989), che ottenne grande successo di critica e pubblico sia per la pellicola sia per la colonna sonora.
La collaborazione tra Bregović e Kusturica continuò e Bregović compose la musica del film successivo, Il valzer del pesce freccia (1993). Le canzoni vennero cantate da Iggy Pop.

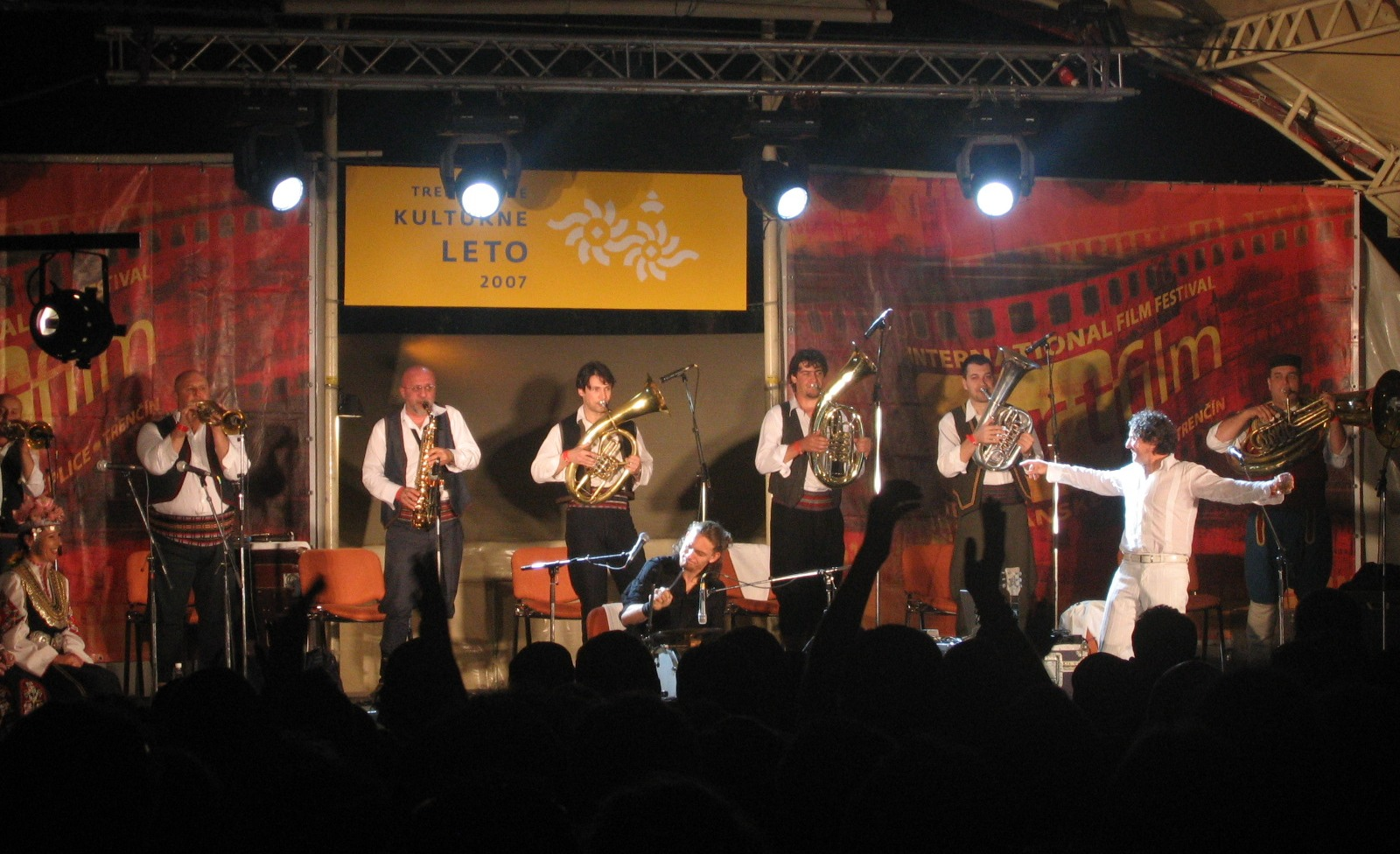
Goran Bregovic e la Wedding and Funeral Orchestra in concerto a Trenčín (2007)

Uno dei maggiori progetti successivi fu la musica maestosa e con toni rock de La Regina Margot, diretto da Patrice Chéreau. Il film vinse due premi al Festival di Cannes (1994).
Ancora maggiore fu il successo di Underground di Kusturica, Palma d'oro a Cannes (1995).
La musica di Bregović deriva da temi zigani e slavi meridionali ed è il risultato della fusione della tradizionale musica polifonica popolare dei Balcani con il tango e le bande di ottoni. Benché sia molto popolare nell'Europa Orientale, Bregović è stato accusato più volte di "rubare" la musica zigana e popolare dei Balcani ripresentandola come una propria creazione.
Nel 2000 ha registrato un album, Kayah i Bregović (Kayah e Bregović), con la popolare cantante polacca Kayah, che ha venduto più di 650 000 copie in Polonia.
Nel 2005 ha preso parte ai 3 grandi concerti d'addio dei Bijelo Dugme a Sarajevo, Zagabria e Belgrado.
Il 24 gennaio 2007 ha suonato con la Wedding and Funeral Band al Crazy Live Music, una serie di concerti gratuiti organizzati in occasione dell'Universiade invernale 2007 in Piazza Vittorio Veneto a Torino.
Attualmente Bregović vive a Parigi con la moglie Dženana Sudžuka e le loro figlie Ema, Una e Lulu. Ha un'altra figlia, Željka, concepita ai tempi dell'università con una ballerina di un night club di Sarajevo. Ha un fratello, Predrag, che vive a New York.
Nel 2009 ha scritto la canzone portata dalla Serbia all'Eurovision Song Contest, Ovo je balkan, cantata da Milan Stanković.
Nel 2012 al Festival di Sanremo accompagna con la sua orchestra Samuele Bersani eseguendo "Romagna mia" e cantando la versione spagnola di Ovo je balkan, chiamata Balcañeros.
È stato nominato Maestro Concertatore per l'edizione 2012 della Notte della Taranta.
Al compositore è stata commissionata dall'organizzazione la realizzazione dell'inno per i mondiali di sci nordico del 2013 che si sono svolti in val di Fiemme. Le parole sono state affidate all'autrice lombarda Chiara Zocchi. A una settimana dalla prima assoluta numerose le polemiche ed il malumore sorto per via del testo considerato non all'altezza e per accuse arrivate direttamente dall'ex-Jugoslavia dove si accusa il compositore di aver copiato l'inno dalla canzone degli anni '80 (Hajdemo u planine) cavallo di battaglia del gruppo Bijelo Dugme.
Nel 2025 accompagna Olly (che vincerà successivamente il Festival) nell'esecuzione del brano "Il Pescatore" di Fabrizio De Andrè insieme al gruppo "The Wedding and Funeral Band".

## Colonne sonore

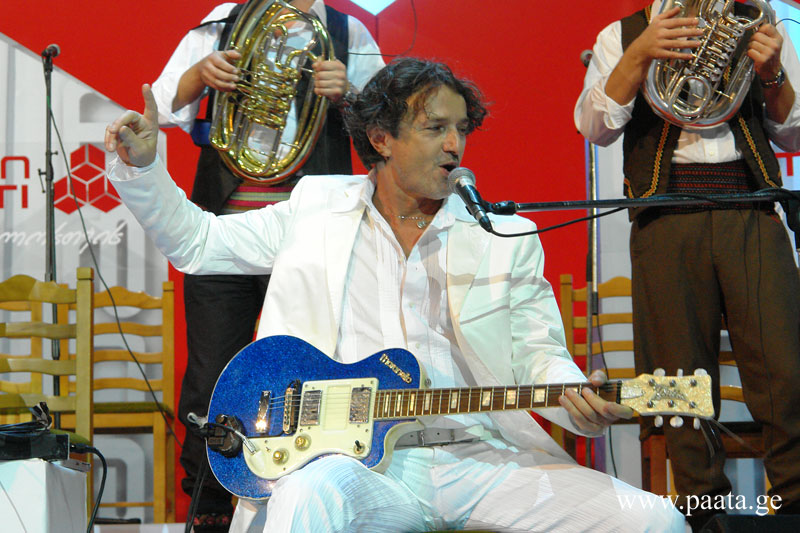
Goran Bregović a Tbilisi il 3 ottobre 2007.

### Cinema
- Leptirov oblak, regia di Zdravko Randić (1977)
- Lične stvari, regia di Aleksandar Mandić (1979)

- Il tempo dei gitani (Dom za vešanje), regia di Emir Kusturica (1988)
- Kuduz, regia di Ademir Kenović (1989)
- Gluvi barut, regia di Bahrudin Čengić (1990)
- Das serbische Mädchen, regia di Peter Sehr (1991)
- Čaruga, regia di Rajko Grlić (1991)
- Mala, regia di Predrag Antonijević (1991)
- Il valzer del pesce freccia (Arizona Dream), regia di Emir Kusturica (1993)
- Toxic Affair, regia di Philomène Esposito (1993)
- La Nuit sacrée, regia di Nicolas Klotz (1993)
- Le Nombril du monde, regia di Ariel Zeitoun (1993)
- La regina Margot (La Reine Margot), regia di Patrice Chéreau (1994)
- Underground, regia di Emir Kusturica (1995)
- A Chef in Love (Shekvarebuli kulinaris ataserti retsepti), regia di Nana Džordžadze (1996)
- Il bacio del serpente (The Serpent's Kiss), regia di Philippe Rousselot (1997)
- XXL, regia di Ariel Zeitoun (1997)
- Train de vie - Un treno per vivere (Train de vie), regia di Radu Mihăileanu (1998)
- Il figlio perduto (The Lost Son), regia di Chris Menges (1998)
- Operacja Samum, regia di Władysław Pasikowski (1999)
- Tuvalu, regia di Veit Helmer (1999)
- 27 baci perduti (27 Missing Kisses), regia di Nana Džordžadze (2000)
- Je li jasno prijatelju?, regia di Dejan Aćimović (2000)
- Musica per matrimoni e funerali (Musikk for bryllup og begravelser), regia di Unni Straume (2002)
- I giorni dell'abbandono, regia di Roberto Faenza (2005)
- Libero, regia di Miodrag Kotlajić (2005)
- Le Lièvre de Vatanen, regia di Marc Rivière (2006)
- Letete s Rossinant, regia di Georgi Stoev (2007)
- Ursul, regia di Dan Chișu (2011)
- Baikonur, regia di Veit Helmer (2011)

## Discografia

### Da solista
- 1976 Goran Bregović (PGP RTB)
- 1989 Dom za vesanje (Kamarad - Diskoton)
- 1989 Kuduz (Kamarad - Diskoton)
- 1990 Le Temps des Gitans - Kuduz (Kamarad - PolyGram - Komuna)
- 1991 Paradechtika (Παραδέχτηκα) con Lina Nikolakopoulou, (Λίνα Νικολακοπούλου) e Alkistis Protopsalti (Άλκηστις Πρωτοψάλτη)
- 1993 Arizona Dream - Soundtrack (Kamarad - PolyGram - Komuna)
- 1994 La Reine Margot - Soundtrack (Kamarad - PolyGram - Komuna)
- 1995 Underground - Soundtrack (Kamarad - PolyGram - Komuna)
- 1996 P.S. (Komuna)
- 1997 Silence of the Balkans (Live) (Mercury Records)
- 1998 Ederlezi (PolyGram)
- 1999 Kayah i Bregović
- 2000 Songbook (Mercury Records - Universal)
- 2001 Dugun ve Cenaze con Sezen Aksu
- 2002 Daj mi drugie zycie con Krzysztof Krawczyk
- 2002 Tales and songs from weddings and funerals
- 2007 Goran Bregovic's Karmen with a Happy End (Universal)
- 2008 Alkohol (Šljivovica & Champagne)
- 2012 Champagne for the Gypsies
- 2017 Three Letters from Sarajevo (Opus 1)

### Con i Bijelo Dugme
Album in studio
- 1974 - Kad bi' bio bijelo dugme
- 1975 - Šta bi dao da si na mom mjestu
- 1976 - Eto! Baš hoću!
- 1979 - Bitanga i princeza
- 1980 - Doživjeti stotu
- 1983 - Uspavanka za Radmilu M.
- 1984 - Bijelo Dugme
- 1986 - Pljuni i zapjevaj moja Jugoslavijo
- 1988 - Ćiribiribela

Album dal vivo
- 1977 - Koncert kod Hajdučke česme
- 1981 - 5. april '81
- 1987 - Mramor, kamen i željezo
- 2005 - Koncertna Turneja 2005 (Sarajevo-Zagreb-Beograd)

## Filmografia

### Attore
- Musica per matrimoni e funerali (Music for weddings and funerals) (regia di Unni Straume, 2002)
- I giorni dell'abbandono (regia di Roberto Faenza, 2005)